# Confédération Européenne des Relations Publiques
Die Confédération Européenne des Relations Publiques (kurz CERP) war ein 1959 gegründeter, europaübergreifender Dachverband, der nationale Public-Relations-Verbände und -Gesellschaften repräsentierte. Im Jahr 2011 wurde er aufgelöst.
Die CERP war eine Unterorganisation der international ausgerichteten Dachorganisation Global Alliance for Public Relations and Communication Management, in der sie großteils aufging. Der Hauptsitz der CERP befand sich in Brüssel.

## Geschichte und Kodizes
Die CERP wurde 1959 von PR-Praktikern aus Belgien, Frankreich, Deutschland, Italien und den Niederlanden gegründet.
Am 11. Mai 1965 beschloss die CERP zusammen mit der International Public Relations Association (IPRA) in Athen den Code d’Athénes, einen Moralkodex, der international für sämtliche Mitglieder in untergeordneten, nationalen Praktiker-Verbänden gelten sollte. Initiator und Autor des Kodex war Lucien Matrat, Gründungsmitglied der CERP.
Als europaweit gültiger Kodex für ein professionelles Verhalten in der Öffentlichkeitsarbeit wurde am 16. April 1978 auf der Generalversammlung der CERP in Lissabon der Code de Lisbonne beschlossen. Dieser hat als europaweiter Kodex für alle 18 nationalen Gesellschaften (aus 15 europäischen Ländern), die in der CERP Mitglied sind, Gültigkeit.
Roberto Zangrandi, der Vorsitzende des ENEL-European-Affairs-Büros in Brüssel, wurde bei der CERP-Generalversammlung am 21. Juni 2008 in London zum Präsidenten gewählt.
Im Jahr 2011 wurde die CERP aufgelöst.

## Ehemalige Mitgliedsverbände
- Belgien: Belgian Public Relations Centre
- Bulgarien: Bulgarian Public Relations Society (BPRS)
- Deutschland: Deutsche Public Relations Gesellschaft e. V. (DPRG)
- Frankreich: France Communication Publique; Ujjef - Communication et Entreprise
- Kroatien: Hrvatska udruga za odnose s javnošću (HUOJ)
- Österreich: Public Relations Verband Austria (PRVA)
- Polen: Polskie Stowarzyszenie Public Relations (PSPR)[5]
- Irland: Public Relations Institute of Ireland (PRII)
- Italien: Fedarazione Relazioni Pubbliche Italiana
- Schweden: Swedish Public Relations Association (SPRA)
- Slowenien: Slovensko Drustvo Za Odnose Z Javnostmi (PRSS)
- Spanien: Asociación de Directivos de Comunicación (Dircom)
- Schweiz: SPRG - Schweizerische Public Relations Gesellschaft
- Türkei: TUHID - Turkish Public Relations Association
- Vereinigtes Königreich: Chartered Institute of Public Relations (CIPR)